# One Strike
One Strike è una canzone della band britannica All Saints, pubblicata il 23 febbraio 2016 come primo singolo estratto dall'album Red Flag.
Scritto da Shaznay Lewis e dal produttore Hutch, il brano è ispirato alla fine della relazione tra Nicole Appleton, altra componente delle All Saints, e Liam Gallagher, conclusasi nel 2014 con il divorzio. Si tratta di un pezzo mid-tempo in stile R&B contemporaneo, soul e synth pop.
Il brano è stato presentato per la prima volta dal vivo durante il programma televisivo Alan Carr: Chatty Man, in onda su Channel 4 il 17 marzo 2016.

## Lista delle tracce
- Download digitale

1. "One Strike" – 3:33

- Download digitale (Remix)

1. "One Strike" (K-Gee Big Tings Refix) – 4:14
2. "One Strike" (Sunhatch Remix) – 4:35
3. "One Strike" (Ogre Remix) – 3:13
4. "One Strike" (Beatnik Remix) – 3:31

## Video musicale
Il video musicale, diretto dal regista Tom Beard, è in bianco e nero ed è stato diffuso il 4 marzo 2016. Ritrae le All Saints che cantano il brano e ballano.